# Eparchie olomoucko-brněnská
Olomoucko-brněnská eparchie Pravoslavné církve v českých zemích a na Slovensku (někdy Olomoucká a brněnská eparchie) je eparchie Pravoslavné církve v českých zemích a na Slovensku, jejíž územní působnost zahrnuje historické území Moravy a Českého Slezska. Katedrálním chrámem eparchie je chrám svatého Gorazda v Olomouci.

## Územní členění
Olomoucko-brněnská eparchie Pravoslavné církve v českých zemích a na Slovensku je rozdělena do šesti správních celků (okružních protopresbyterátů):
- olomoucký
- chudobinský
- brněnský
- jihlavský
- ostravský a opavský
- zlínský

## Dějiny československého pravoslaví

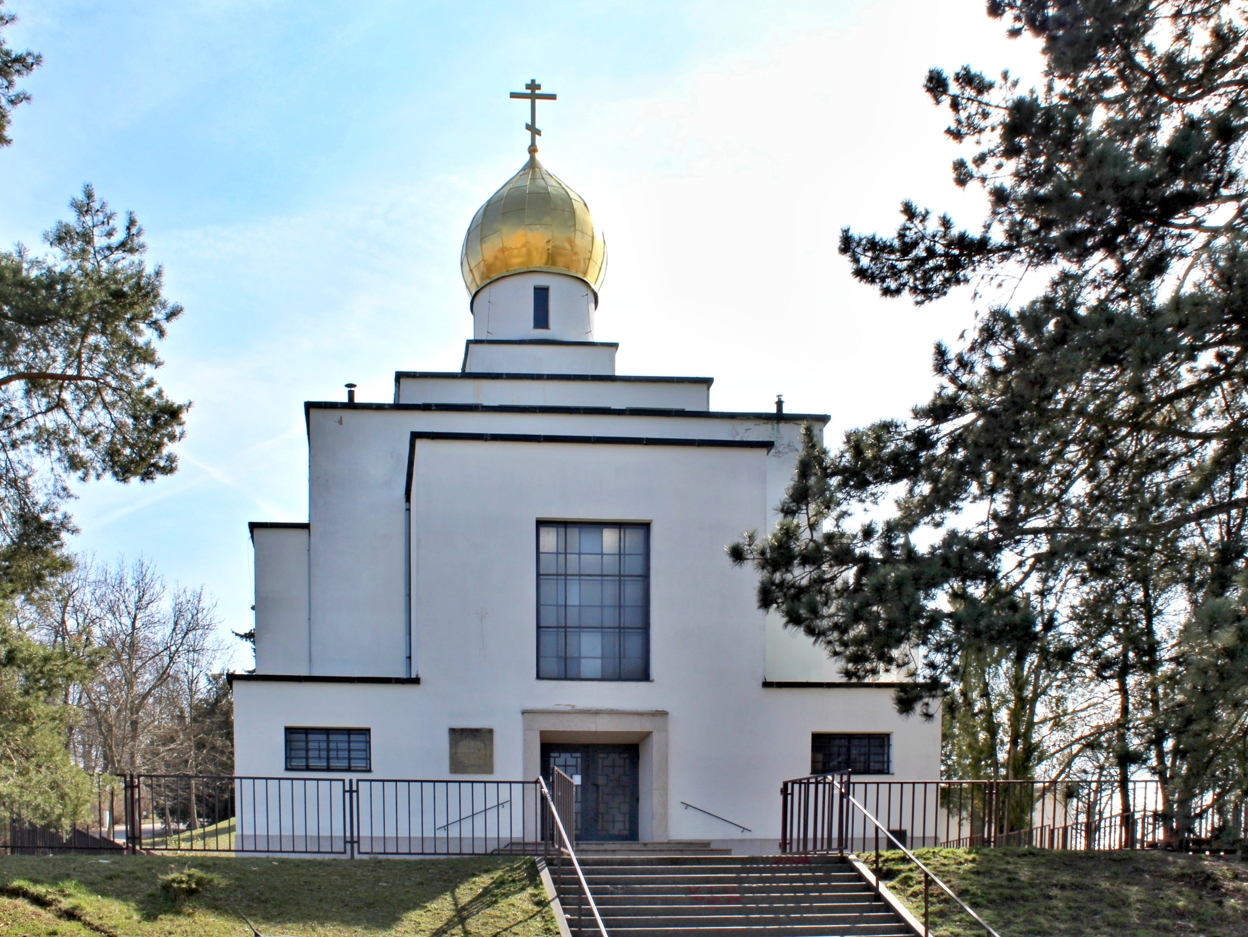
Katedrální chrám sv. Václava v Brně

Olomoucká eparchie byla vydělena z pražské eparchie dne 7. prosince 1949. V době vzniku eparchie existovalo na jejím území 15 komunit, které byly spravovány 14 kněžími.

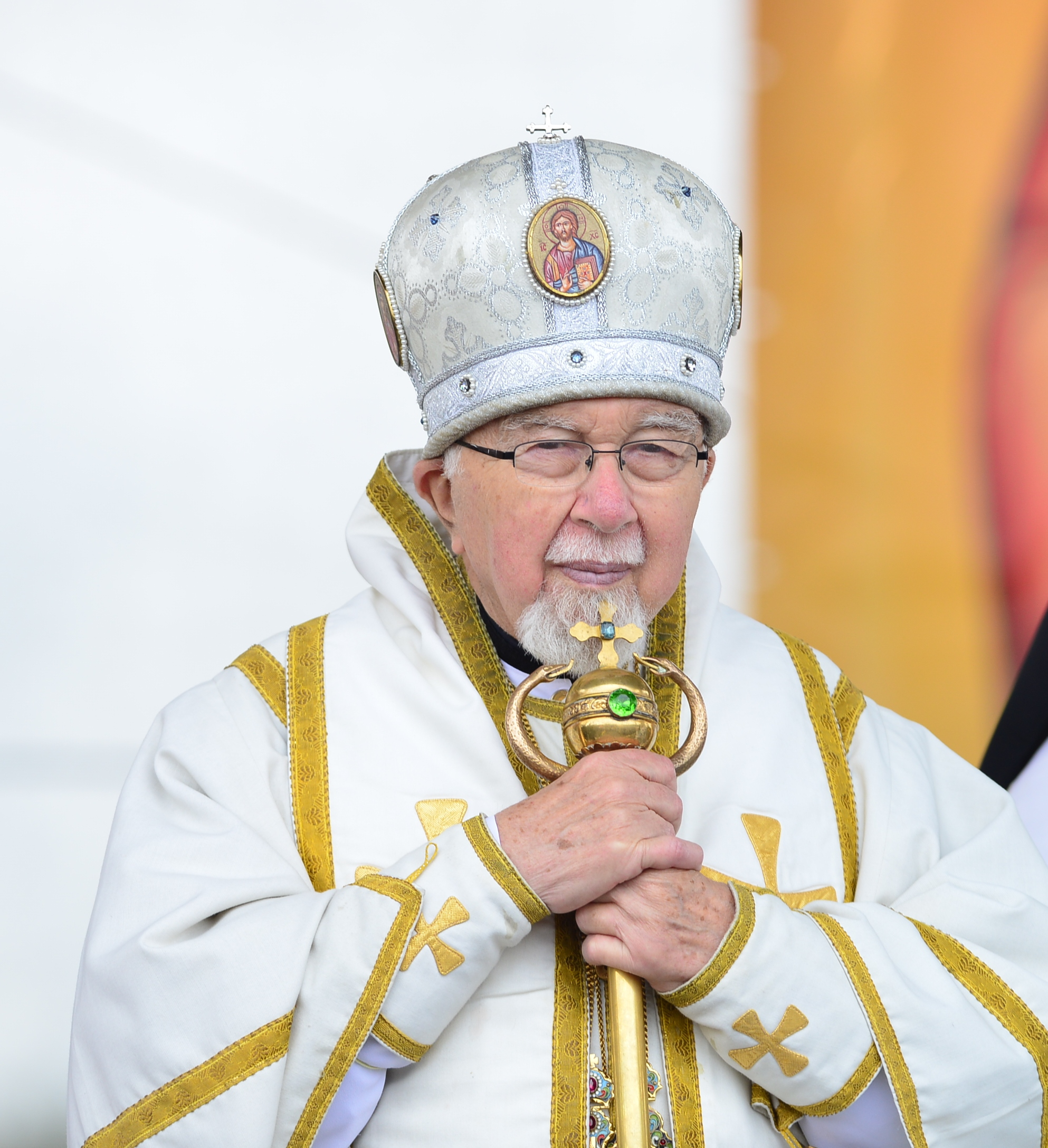
Arcibiskup Simeon (Jakovlevič)

První biskupem olomoucké eparchie se stal spolupracovník biskupa sv. Gorazda (Pavlíka) protojerej Čestmír Kráčmar. Ten byl vysvěcen na biskupa 5. února 1950 v Olomouci metropolitou Jelevferiem (Voroncovem), metropolitou Nikolajem (Jaruševičem) a arcibiskupem Makarijem (Oksijukem). Za rok od svého vzniku měla eparchie již 24 farností. Biskup Čestmír stál v čele eparchie čtyři roky, než byl nucen opustit katedru kvůli konfliktu se světskou mocí. Následně byla eparchie krátce řízena zvoleným eparchiálním správcem, mitroforním protojerejem Jaroslavem Čechem. Novým biskupem byl zvolen protojerej Mikuláš Kelly z prešovské eparchie, původně řeckokatolický duchovní, který v roce 1950 přestoupil do pravoslavné církve. Ten úřad opustil v roce 1959 po konfliktu s eparchiálním duchovenstvem.
Od roku 1959 byl úřad neobsazen, neboť komunistické úřady bránily jmenování biskupa. To vedlo k postupnému úplnému opuštění eparchie. Teprve roku 1982 byl olomoucko-brněnským biskupem zvolen přeosvícený Nikanor (Juchimjuk). Po návratu episkopa Nikanora v roce 1987 pod jurisdikci moskevského patriarchátu, olomoucko-brněnským biskupem byl zvolen igumen Kryštof. Jeho biskupské rukopoložení se uskutečnilo 17. dubna 1988 v olomouckém katedrálním chrámu sv. Gorazda I. Od 9. dubna 2000 stojí v čele eparchie arcibiskup Simeon.
Roku 1988 pod správu eparchie spadalo 20 komunit, které spravovalo 13 kněží. V roce 2000 byl počet farností 30 a duchovních bylo 47. Po smrti metropolity, vladyky Doroteje (Filipa) se pražským arcibiskupem stal biskup Kryštof a 8. dubna 2000 byl na eparchiálním sněmu zvolen biskupem olomoucko-brněnským Simeon (Jakovlevič), jenž byl do té doby od roku 1998 biskupem mariánskolázeňským a vikářem pražské eparchie. Výsledek volby byl potvrzen Nejsvětějším synodem Pravoslavné církve v českých zemích a na Slovensku. Dne 9. dubna 2000 proběhla intronizace episkopa Simeona na olomouckou katedru. Dne 22. února 2015 byl vladykou Simeonem v brněnském chrámu vysvěcen na titulárního šumperského biskupa a vikárního (pomocného) biskupa olomoucko-brněnské eparchie vladyka Izaiáš (Slaninka).

## Biskupové
- Čestmír (Kráčmar) (5. února 1950 – 17. července 1953)
- Kliment (Kelly) (2. října 1954 – 30. června 1959)
- Ján (Kuchtin) (1959 – 23. října 1964), metropolita pražský
- Dorotej (Filip) (25. října 1964 – 1982), metropolita pražský
- Nikanor (Juchymjuk) (1982 – listopad 1987)
- Kryštof (Pulec) (17. dubna 1988 – 25. března 2000)
- Simeon (Jakovlevič) (9. dubna 2000 – 19. března 2024)
- Izaiáš (Slaninka) (od 18. května 2024)

### Vikarijní biskupové
- Jáchym (Hrdý) (14. února 2009 – 11. ledna 2014)
- Izaiáš (Slaninka) (22. února 2015 – 18. května 2024)